# Рётэй
Рётэй (яп. 料亭 рё:тэй) – разновидность дорогих японских ресторанов, подающих блюда высокой японской кухни. Рётэи часто расположены в традиционных японских зданиях и всегда имеют соответствующий интерьер. В рётэях проводятся банкеты, туда часто можно пригласить гейш на одзасики. Ученицы гейш работают при некоторых рётэях перед началом работы в качестве полноправной гейши.
Рётэи могут быть отдельным бизнесом, но некоторые из них аффилированы с организациями, занимающимися популяризацией японской культуры, такими как Федерация менеджеров заведений традиционной японской кухни (яп. 日本料理業経営者同友会) и Общество развития культуры японской кухни (яп. 日本料理文化振興協会).

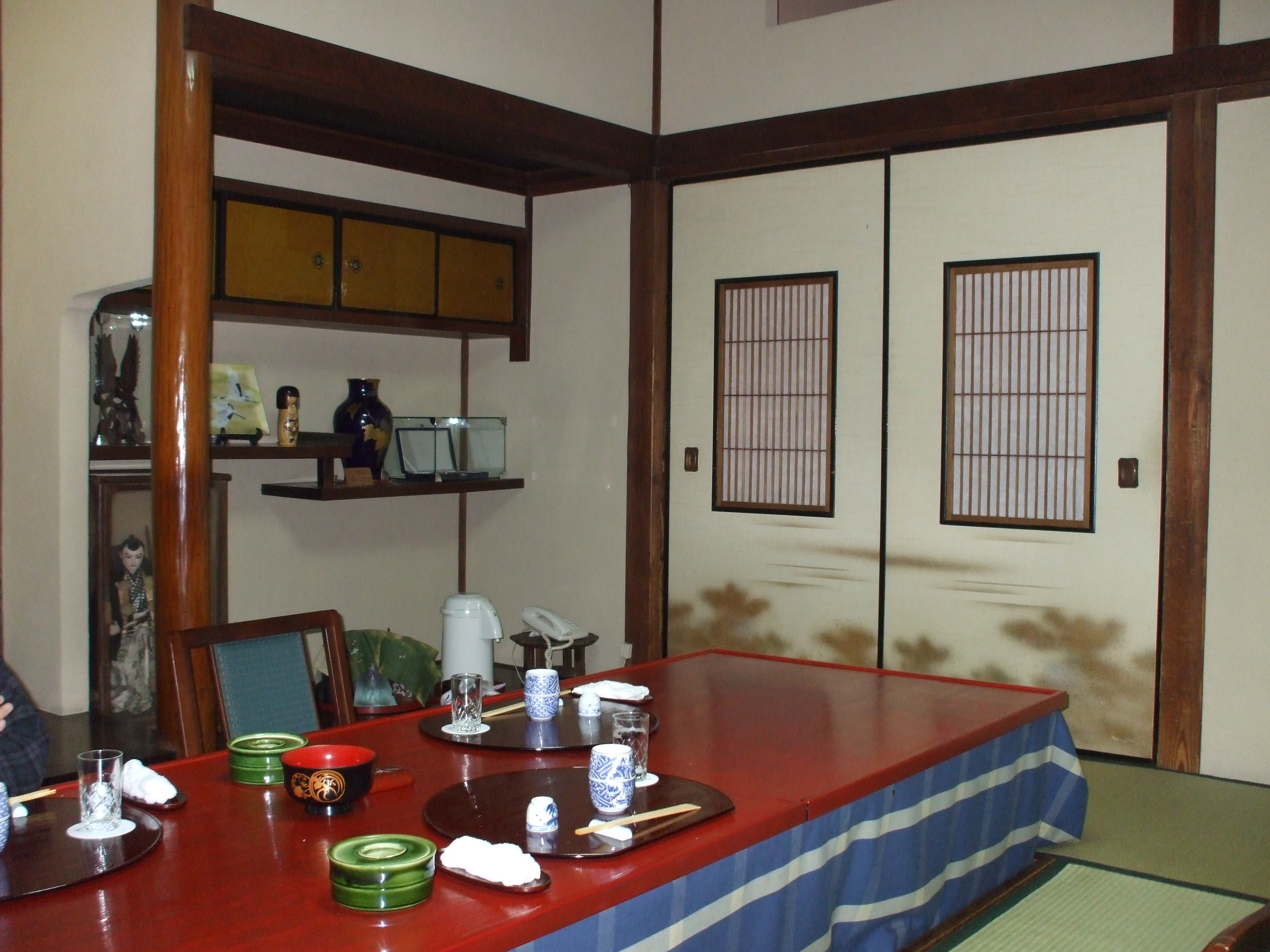
Рётэй Комацу, Канагава
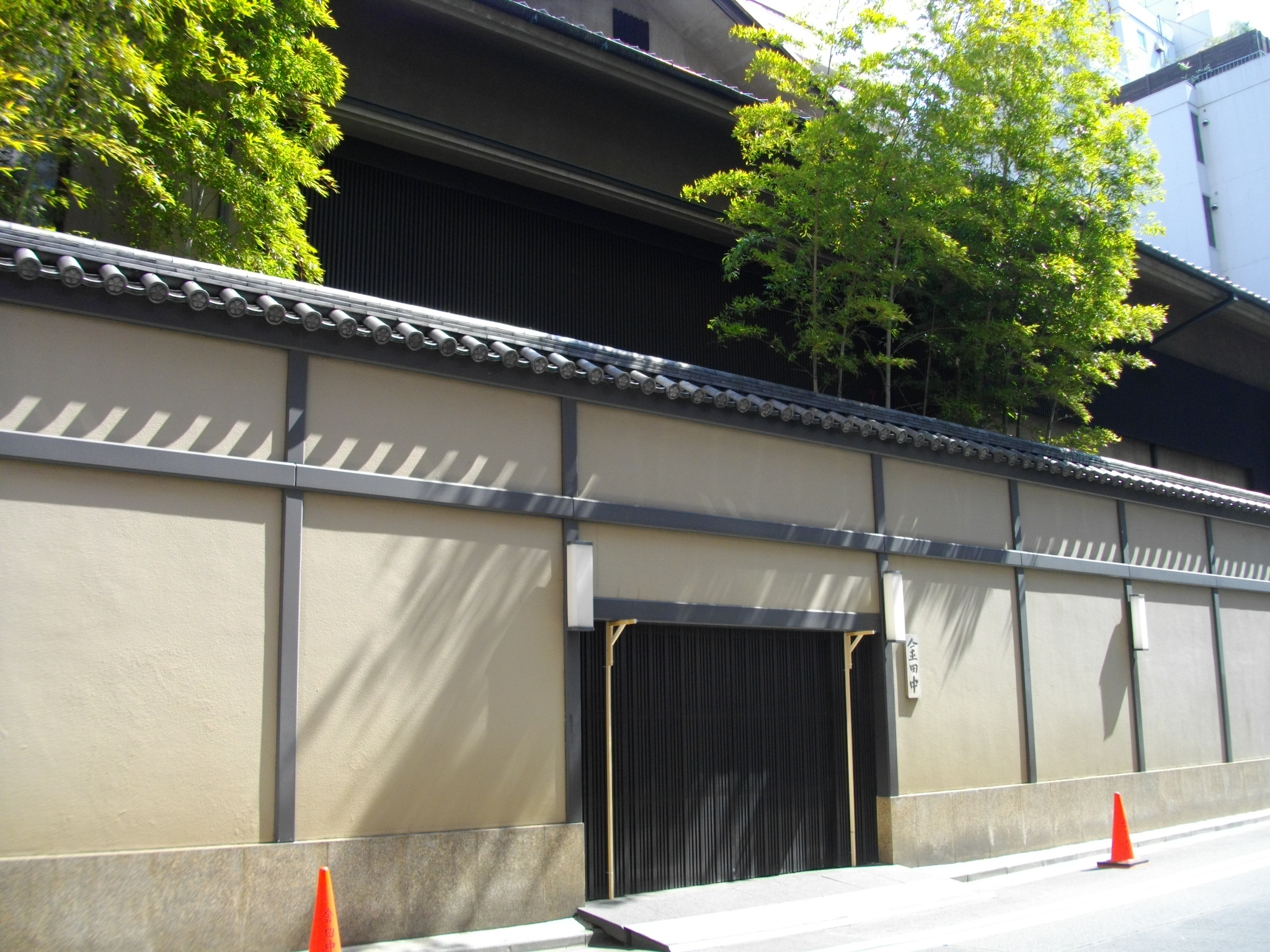
Вход в токийский рётэй Канэтанака
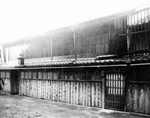
Рётэй Кайгасо в 1875 году